# Bosstraat (Soest)
De Bosstraat is een straat in Soest in de Nederlandse provincie Utrecht.
De Bosstraat vormde de zuidelijke grens van de ontginning van het Soesterveen. Het vormde een onderdeel van de Oude Utrechtseweg die de Soesterbergsestraatweg verbond met de weg die door het bosgebied van Pijnenburg liep naar de stad Utrecht.
De straat heette eerst de Koehoornweg, naar de boerderij Koehoorn van de familie Insinger.
In 1931 werd de naam veranderd in de Bosstraat, naar dominee Jacobus Johannes Bos die van 1847-1892 hervormd predikant in Soest was. Bos was lid van de Commissie van Weldadigheid (armenzorg) die door prinses Anna Paulowna was ingesteld. Bos heeft ook veel betekend voor de geschiedschrijving van Soest.
De bebouwing bestond tot de 21e eeuw meest uit huizen van begin 19e eeuw, na 2000 werden in het aangrenzende bos veel nieuwe villa's gebouwd.